# 萊姆巴赫 (瑞士)
莱姆巴赫（德語：Leimbach，德語發音：[ˈlaɪmbax] ⓘ）是瑞士阿尔高州的一个市镇。该市镇总面积为1.15平方千米，截至2018年12月31日总人口为452人。